# 伐株山
伐株山（きりかぶさん、きりかぶやま）は、大分県玖珠郡玖珠町山田にある山。標高685.5メートル。耶馬日田英彦山国定公園内に位置する。

## 地理
大分県玖珠郡玖珠町の耶馬日田英彦山国定公園内に位置する。頂上からは玖珠盆地を一望できる。玖珠盆地は伐株山、大岩扇山、小岩扇山、宝山などの巨石・怪岩の山々に囲まれている。

### 地形
伐株山の標高は標高685メートルであり、南から北に向かって緩い傾斜をした杓子形の山体の体積は約13万平方メートルである。山上はメサ（卓状台地）の地形となっており、その外観が巨木の伐採に似ていることから伐株山と呼ばれている。
メサのうちでも浸食が進んで頂部が狭まった孤立丘となったビュートと呼ばれる地形であり、二重メサの万年山（標高1,140.3メートル）とともに玖珠町のシンボル的な存在である。玖珠地域には伐株山のようにメサを持つ山が多数あるが、全国的に見てこれだけメサが集中している地域は珍しいとされる。

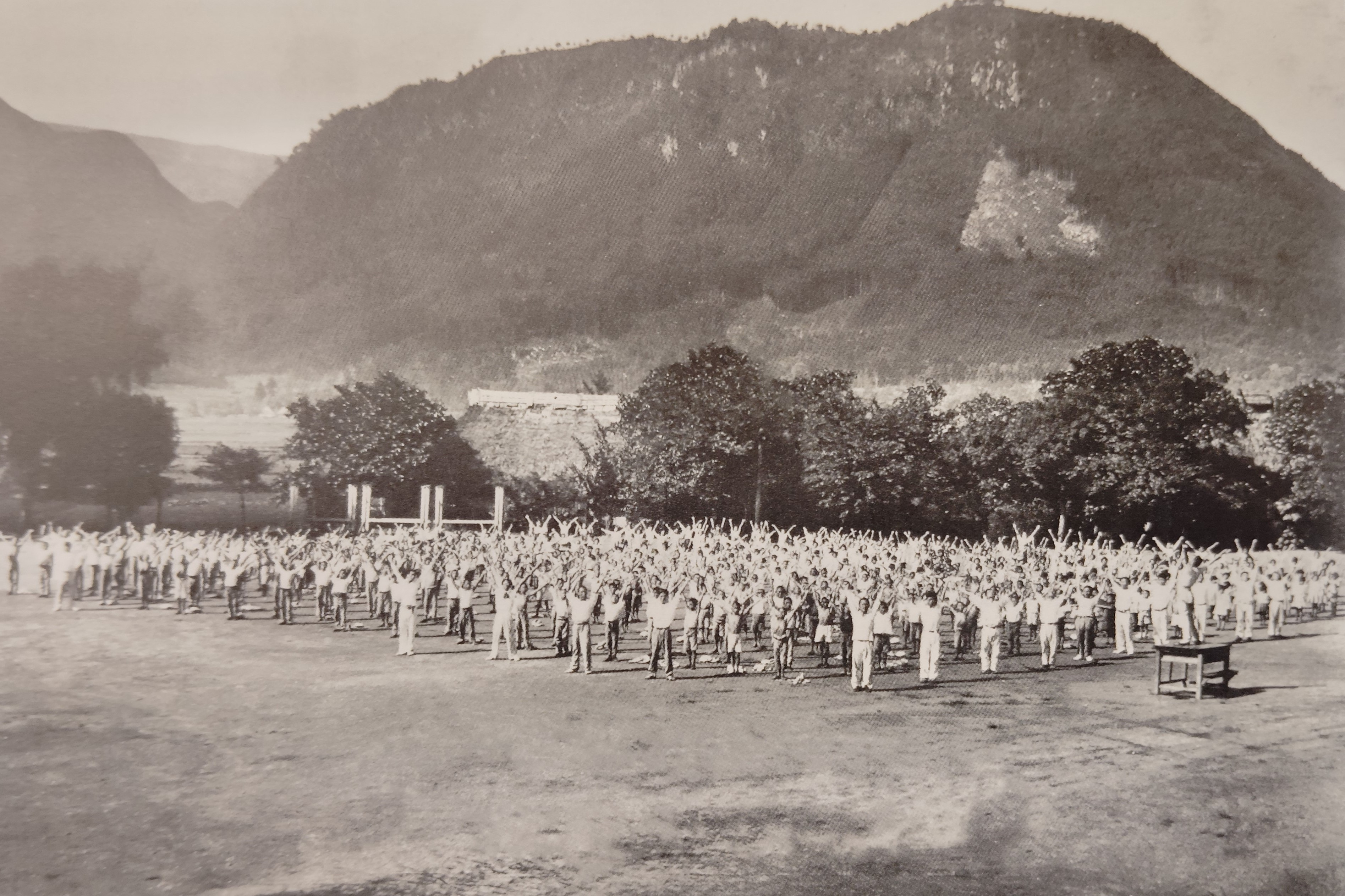
1934年の塚脇尋常小学校と伐株山
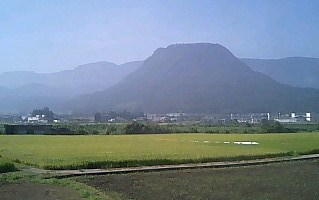
北の玖珠町四日市から見た伐株山

## 自然環境

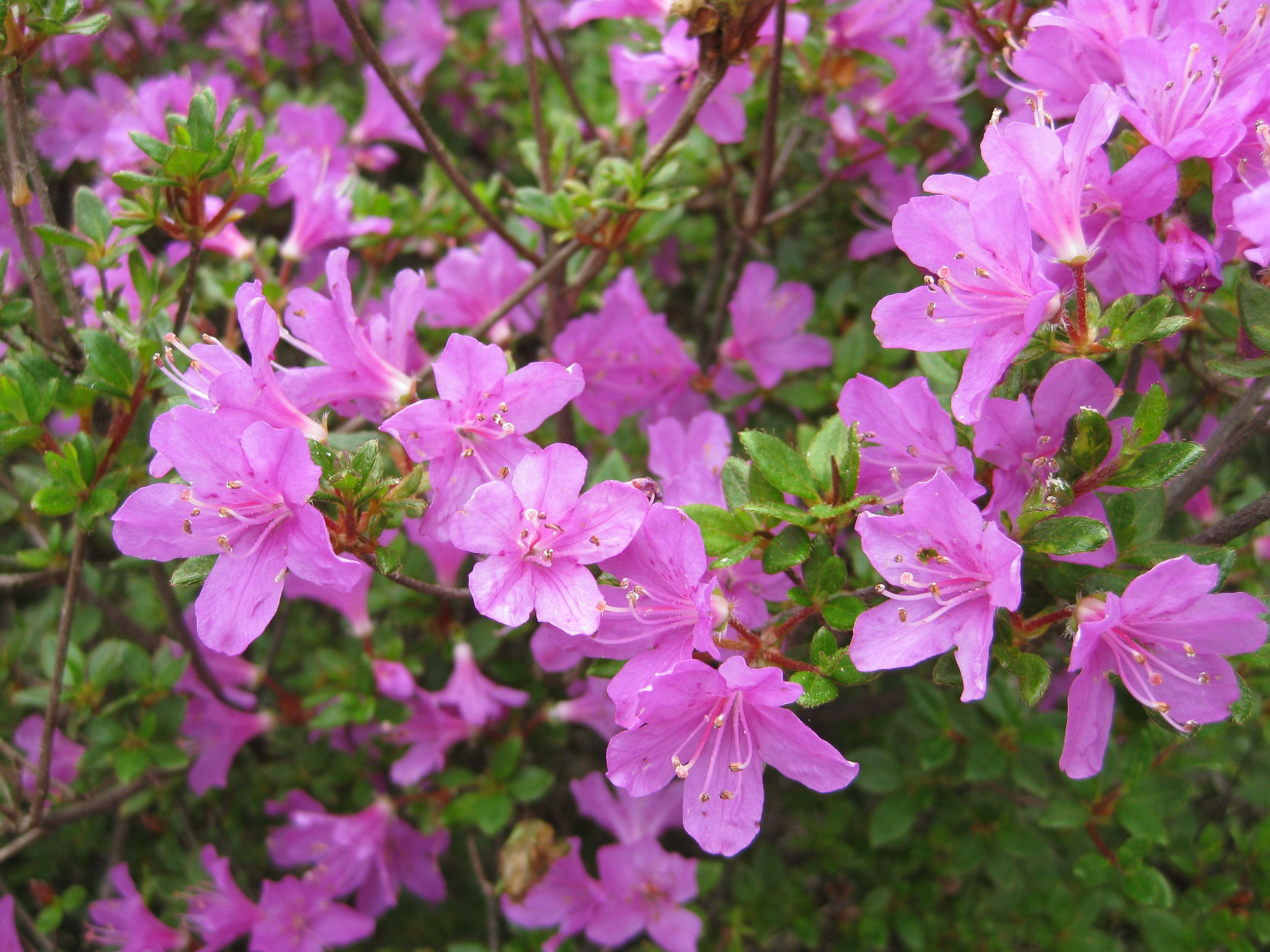
ミヤマキリシマ

### 気象
伐株山がある玖珠地域の気候は内陸盆地型（内陸性気候）で、沿岸部と比べて気温の変動が激しく、年変化、日変化ともに較差が大きい。しかし伐株山の頂上では、盆地の底と比べて最低気温は6℃ほど高く、最高気温は2.5℃ほど低くなっている。また頂上における較差は8.5℃であり、盆地の底と比べて半減している。
伐株山の頂上付近では、深夜に気温が急に上昇することがしばしば起こり、同時に湿度の急減をともなう。これは上空の暖かい乾燥した空気が、山肌で冷却してできた湿った空気と置き換わる現象とされる。
玖珠郡九重町南山田地区には「伐株山のほうに来た夕立ちは粟野に来る」という観天望気がある。

### 植生
5月下旬から6月上旬にかけてミヤマキリシマやドウダンツツジが咲き、伐株山の登山者はこれらの花を見ることができる。

## 歴史

### 史跡
伐株山の西側の玖珠町小田地区や東側の玖珠町大隈地区には、弥生時代から古墳時代の遺跡があり、昭和50年代の整備事業に伴い数多く発見された。また、北西側には陣ヶ台といわれる丘陵が伸びており、この丘陵上には将軍塚、彦塚、姫塚と呼ばれる円墳や、その他の大小の古墳が確認されている。山頂には南北朝時代に九州における南朝側の拠点となった玖珠城（伐株山城、高勝寺城）の土塀跡が残っている。

### 顕彰
1980年（昭和55年）4月には日本山岳会東九州支部によって「大分百山」に選定されたが、2020年（令和2年）11月に3訂版にあたる書籍『新大分百山』が発行された際に除外された。2006年（平成18年）には大分合同新聞によって万年山とともに「おおいた遺産」に選定された。
2017年（平成29年）には中津市と玖珠町で共同申請した「やばけい遊覧〜大地に描いた山水絵巻の道をゆく」が日本遺産に認定され、伐株山は構成文化財のひとつとなった。

## 伝説・伝承

### 玖珠の地名の由来

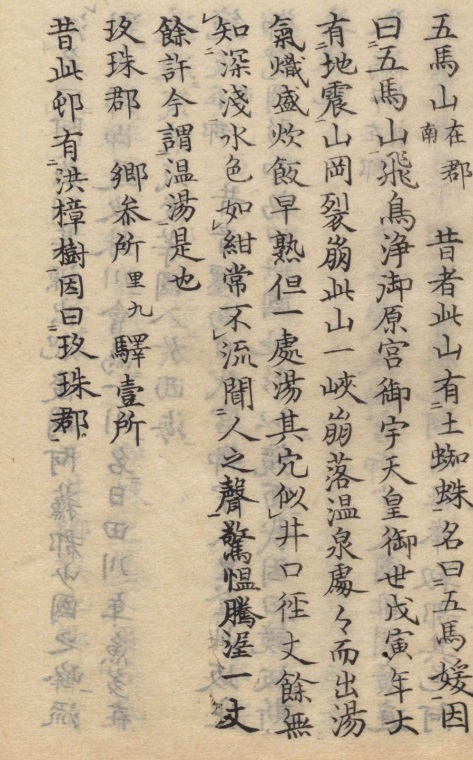
玖珠郡の地名の由来について言及している『豊後国風土記』

この伐株山は、大昔にあったクスノキの大木の切り株跡であると言い伝えられ、これが玖珠郡の地名になったとされている。天平5年（733年）頃に編纂された『豊後国風土記』によると、「玖珠 郷は参所 里は九 駅は壹所なり 昔者 此の村に洪き樟の樹ありき、因りて玖珠郡と曰ふ」とある。つまり、天平5年（733年）より前に大きなクスの木があったので、ここを玖珠郡と呼ぶようになったということである。さらに群の中央にある山が大木の切り株に似ているところから、それがクスの木の切り株の跡であるという伝説が生まれたとされる。

### 伝説
『豊後傳説集 全』には以下のような伝説が記されている。

## 観光
平坦な頂上はハングライダーやパラグライダーの基地となっている。
2016年（平成28年）5月、山頂に無料休憩施設「KIRIKABU HOUSE（キリカブハウス）展望休憩室」がオープンした。木造平屋建でガラス張りの建物であり、床面積は約34平方メートル。飲食スペースを20席設けており、旧豊後森機関庫、JR久大本線の線路、玖珠町中心部などを一望できる。

## 西玖珠テレビ中継局

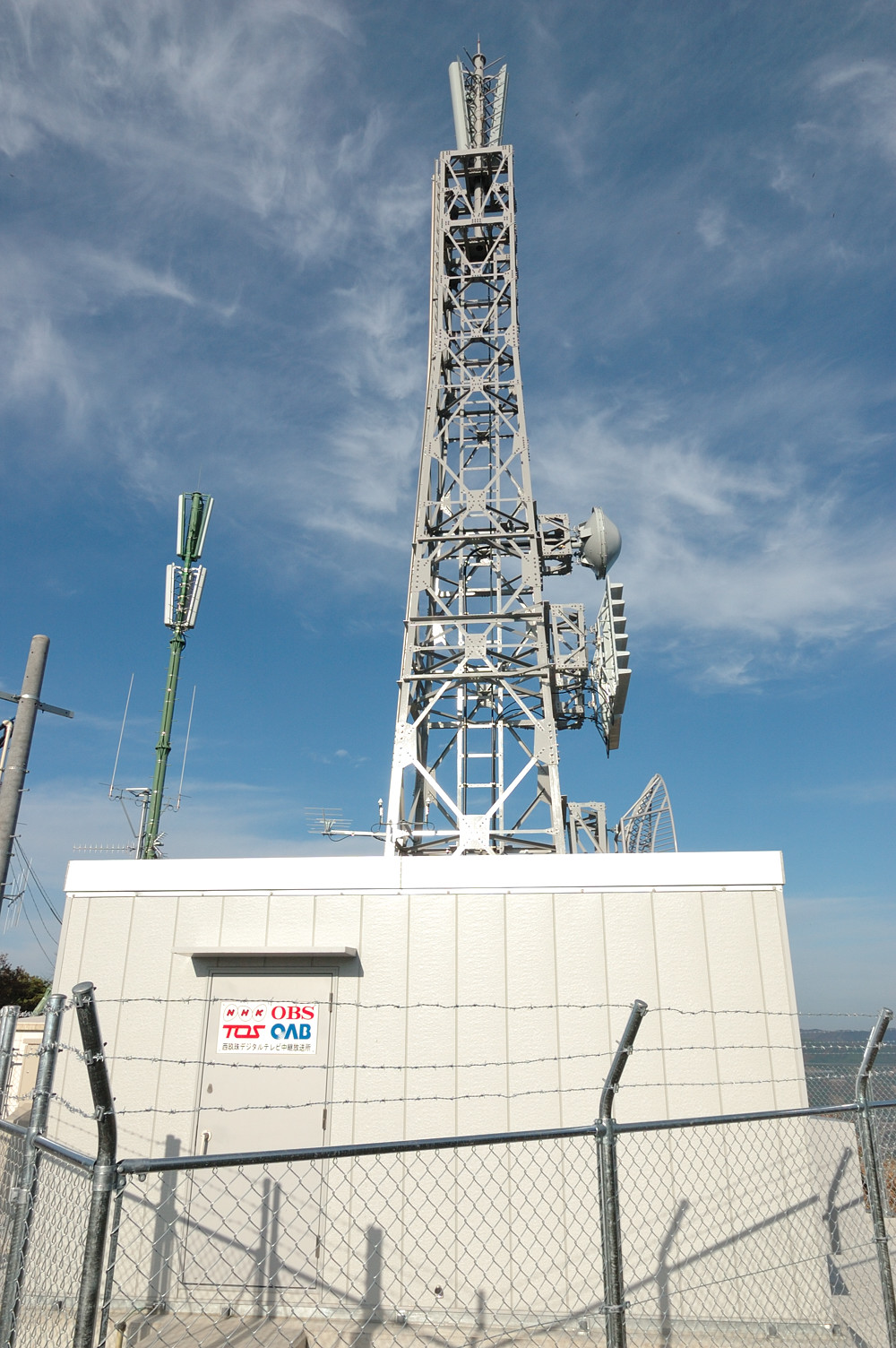
西玖珠デジタルテレビ中継局

玖珠テレビ中継局でカバーしきれない玖珠町と九重町及びその周辺の世帯に向けて、西玖珠テレビ中継局が置かれている。本放送は2008年（平成20年）11月25日に開始された。地上デジタルテレビジョン放送送信設備は以下の通り。
| リモコンキーID | 放送局名        | チャンネル | 空中線電力 | ERP | 放送対象地域 | 放送区域内世帯数 |
| -------------- | --------------- | ---------- | ---------- | --- | ------------ | ---------------- |
| 1              | NHK大分総合     | 29         | 1W         | -   | 大分県       | -世帯            |
| 2              | NHK大分教育     | 30         | 1W         | -   | 全国放送     | -世帯            |
| 3              | OBS大分放送     | 28         | 1W         | -   | 大分県       | -世帯            |
| 4              | TOSテレビ大分   | 31         | 1W         | -   | 大分県       | -世帯            |
| 5              | OAB大分朝日放送 | 19         | 1W         | -   | 大分県       | -世帯            |

## 交通アクセス
- 大分自動車道玖珠インターチェンジから車で20分[1]